# صهيونية مسيحية
الصهيونية المسيحية هو الاسم الذي يطلق عادة على معتقد جماعة من المسيحيين، المنحدرين غالبًا من الكنائس البروتستانتية الأصولية. تؤمن هذه الفئة بأنّ قيام دولة إسرائيل عام 1948 كان ضرورة. لأنها تتمم نبؤات الكتاب المقدس بعهديه: القديم والجديد. ويشكّل قيام إسرائيل المقدمة لمجيء المسيح الثاني إلى الأرض كملكٍ منتصر لألف عام، بعد حرب سيخوضها ضدّ الشّرّ في العالم. يعتقد الصهاينة المسيحيون أنه من واجبهم الدفاع عن الشعب اليهودي بشكل عام وعن الدولة العبرية بشكل خاص، ويعارضون أي نقد أو معارضة لإسرائيل. بالأخصّ في الولايات المتحدة الأمريكية، إذ يشكّلون جزءًا من اللوبي المؤيد لإسرائيل.

## البعد الديني
تلعب التدبيرية أو القدرية كما يسميها البعض دورًا رئيسيًا في الفكر اللاهوتي للصهاينة المسيحيين، فلفهم علاقة الله مع الجنس البشري يقسمون تاريخ هذه العلاقة إلى سبعة أقدار أو حقب زمنية. يُخضِع الله الإنسان لتجارب تمتحن طاعته، فيقول سكوفيلد أحد أهم مفكري هذا المذهب: "كل قدر دور من الزمان يمتحن فيه البشر حسبما أوحاه الله من وحي مخصوص". فوفقاً للتدبيريين نحن نعيش اليوم في الحقبة السادسة أو ما يسمى «دور الكنيسة والنعمة» بانتظار حلول الحقبة السابعة والأخيرة برجوع المسيح للأرض لتأسيس حكمه الألفي. وهكذا تفصل التدبيرية بين مفهومي إسرائيل والكنيسة؛ فبالنسبة للمسيحية التقليدية الكنيسة كما يقول أوغسطينوس هي وارثة الوعود التي أعطاها الله لإسرائيل (أنظر الاستبدالية). تعدّ بذلك إسرائيل الجديدة التي تسعى لبلوغ أورشليم السماوية. في هذا المفهوم تصبح أورشليم أو أرض الميعاد للمسيحيين ذات طبيعة روحانية أزلية لا صلة لها بأرض إسرائيل التاريخية، على عكس الصهاينة المسيحيين الذين يشددون على الفصل بين إسرائيل كشعب يهودي أو شعب الله على الأرض والكنيسة أو شعب الله في السماء، مؤكدين على التفسير الحرفي للكتاب المقدس.
يفضي هذا بهم إلى نتيجة حتمية مفادها أنّ أرض فلسطين التاريخية هي ملك أبدي للشعب اليهودي. وأنّ نبوءات الكتاب المقدس التي أعلنت عن عودة «شعب الله» إلى أرضه قد تحققت في القرنين التاسع عشر والعشرين. فالتدبيريون لا يؤمنون بأن المسيحية أتت لتحل محل اليهودية بل أتت لكي تعيد لها جوهرها.

## الأصول التاريخية
ترجع أصول الصهيونية المسيحية المباشرة إلى التدبيرية كما ذكر سابقاً، والتدبيرية منهج لتفسير الكتاب المقدس ظهر في إنكلترا في القرن التاسع عشر بشكل أساسي بفضل جهود جون نلسون داربي من كنيسة الإخوة البليموث. إلا أن البعض يرجع بأصولها إلى فترة أقدم من ذلك إلى بريطانيا القرن السابع عشر. غير أنها بكل الأحوال ظهرت نتيجة لسياق تاريخي معين أقدم من ذلك بكثير.

### فرسان الهيكل
برز دور فرسان الهيكل في دعم الحرب وتقديم العون المالي والعسكري للأمراء -وهم أعضاء جماعة عسكرية دينية غامضة- تأسست في القدس عام 1119م، إذ أطلقوا على أنفسهم اسم “الإخوة الفقراء جنود المسيح وهيكل سليمان”، وهو اشارة إلى الفكر الّذي يعتنقونه وجذورهم اليهودية الضّاربة في النسيج الفكري المسيحي. تشير الروايات التاريخية أنّ مقرّهم القدس بعد احتلالها قرب المكان الذي يزعمون أنّ الهيكل كان فيه.
يحمل الهيكل أهمية في الفكر اليهودي وإعادة بنائه أحد أهدافهم، أما المسيحية فأهمّ المعالم في القدس لديها هما قبر المسيح وكنيسة القيامة خراب الهيكل وعدم بنائه دليلًا على صدق نبوءة المسيح كما ذكر في سفر متى. أمّا الحروب الصليبية هي إشارة إلى الإرهاصات الصهيونية الأولى بصبغتها المسيحية، فقد ساهمت في صياغة إدراكهم لفلسطين والمسلمين.
بُذلت مساعي حثيثة لتحويل يهود أوربا إلى المسيحية. خصوصًا في إسبانيا والبرتغال بعد سقوط الأندلس، فاعتنق كثيرون الدّيانة المسيحية بشكل ظاهريّ، بينما قام آخرون بملاءمة المسيحية ومعتقداته اليهودية. وكان لهؤلاء دور مهم في بلورة اليهودية المسيحية أو المسيحية اليهودية خلال الفترة بين 1497-1491م في إسبانيا والبرتغال، ويقدر عددهم بالآلاف وقد سُموا بالمسيحيين الجدد. كان للمسيحيين الجدد دورًا بارزًا بنشر الاعتقاد أنّ العناية الإلهية متضمنة في حضور الرب خلال التاريخ الإنساني. وأنّ التاريخ الإلهي سيبدأ بمجيء المسيح مع بداية الألف عام السعيدة (الألفية)، فظهرت بين اللاهوتيين والمفكرين الدينيين تفسيرات جديدة للكتاب المقدس. تصور تحول اليهود إلى المسيحية وظهور القبائل الإسرائيلية المفقودة باعتبارها الخطوات الأخيرة التي تسبق نهاية العالم، فأصبحت الأحداث القادمة هي عودة اليهود إلى أرض صهيون وإعادة بناء هيكل سليمان، وإعادة تأسيس الحكم الإلهي من القدس.

### اكتشاف الولايات المتحدة الامريكية
شاع أنّ كريستوفر كولومبس كان رحّالة سعى إلى الشهرة والثروة والسلطة. الأمر الّذي دفعه إلى اكتشاف قارّة جديدة وهي أمريكا. سعى كولومبس من خلال رحلاته إلى التّبشير في الممالك الجديدة، ثم يجندها في ما أسماه “حرب الحياة أو الموت ضد إمبراطورية محمد”. أما هدف الأساسي لكولومبس هو التّمهيد لنزول مملكة الله على جبل صهيون في موقع الهيكل المزعوم.
وكان يعتقد أن الله قد اختاره لتحقيق هذه النبوءات، كما ترسخت لديه أسس الإيمان بخطة كونية لها بداية ونهاية، وكان يرى بحرفيّة النّصوص المقدّسة كدليل على هذه الخطة، كما تصوّر نفسه رسول الوحي المستقبلي الذي سيستعيد القدس ويكون سببًا في هداية اليهود، فكان يوقّع اسمه بصيغة، وهي “كريستوفرنز”، التي تعني باللاتينية “حامل المسيح”.
وهكذا كان الهدف من رحلاته إلى الشرق التّبشير، وجمع الثروات لتمويل حرب صليبية أخيرة، يقودها العرش الإسباني لاستعادة الأرض المقدسة من المسلمين.
وتزامن اكتشافه لأمريكا مع سقوط الأندلس، وإجبار من بقي منهم على اعتناق المسيحية، ممّا حفّزه على التّبشير. كان كولومبس يذكّر ملوك أوربا بتداخل هذه المصادفات التاريخية وتوافقها، وبهذا استطاع إقناع ملك إسبانيا وملكتها بتمويل مشروعه.

### الألفية
الصهيونية المسيحية كفكر ديني رؤيوي سياسي حديث يرجع ظهوره للقرن التاسع عشر ولكن هذا الفكر يجد جذوره في تيار ديني يرجع للقرون الأولى للمسيحية يدعا بتيار الألفية. وهي معتقد إيماني ظهر بين مسيحيين من أصول عبرية حافظوا من ديانتهم القديمة على ما يسمى بالماشيحية الزمنية وعلى التأويل الحرفي لنصوص الكتاب المقدس خاصة ما ورد في سفر رؤيا يوحنا (20: 3 – 6). فهم يعتقدون بأن المسيح سيعود إلى عالمنا هذا مع ملائكته والقديسين ليحكم الأرض كملك مدة ألف عام ومن هنا جاءت تسمية الألفية. مبكراً جداً في عام 172 م ادعى مونتانوس الفريجي بأنّ أخلاق وعبادة أعضاء الكنيسة قد انحدرت وابتعدت عن الله بسبب تأثير العالم السلبي عليهم، لذلك وجب على الكنيسة العودة على ما كانت عليه أيام الرسل فأعلن نفسه نبيًا جديدًا من السماء أوكلت إليه مهمة التبشير بقرب نزول أورشليم السماوية ومجيء الرب إلى منطقة فريجية العليا - التي كانت واقعة آنذاك في آسيا الصغرى – لتأسيس مملكته التي ستستمر فترة ألف سنة.

### القرون الوسطى
في القرون الوسطى ظهرت في أوروبا جماعات ألفية بعيدة في إيمانها عن المسيحية التقليدية ومعادية بشكل عام للبابوية وللكنيسة الكاثوليكية، وابتداءً من نهاية القرن الحادي عشر انخرطت حركات ألفية بكثرة في الحملات الصليبية. وبشكل عام لم يحمل الألفيون حتى القرن السابع عشر أي طابع سياسي يدعو لإعادة اليهود إلى فلسطين وإقامة دولة لهم على تلك الأرض.

### ميلاد الصهيونية المسيحية في بريطانيا

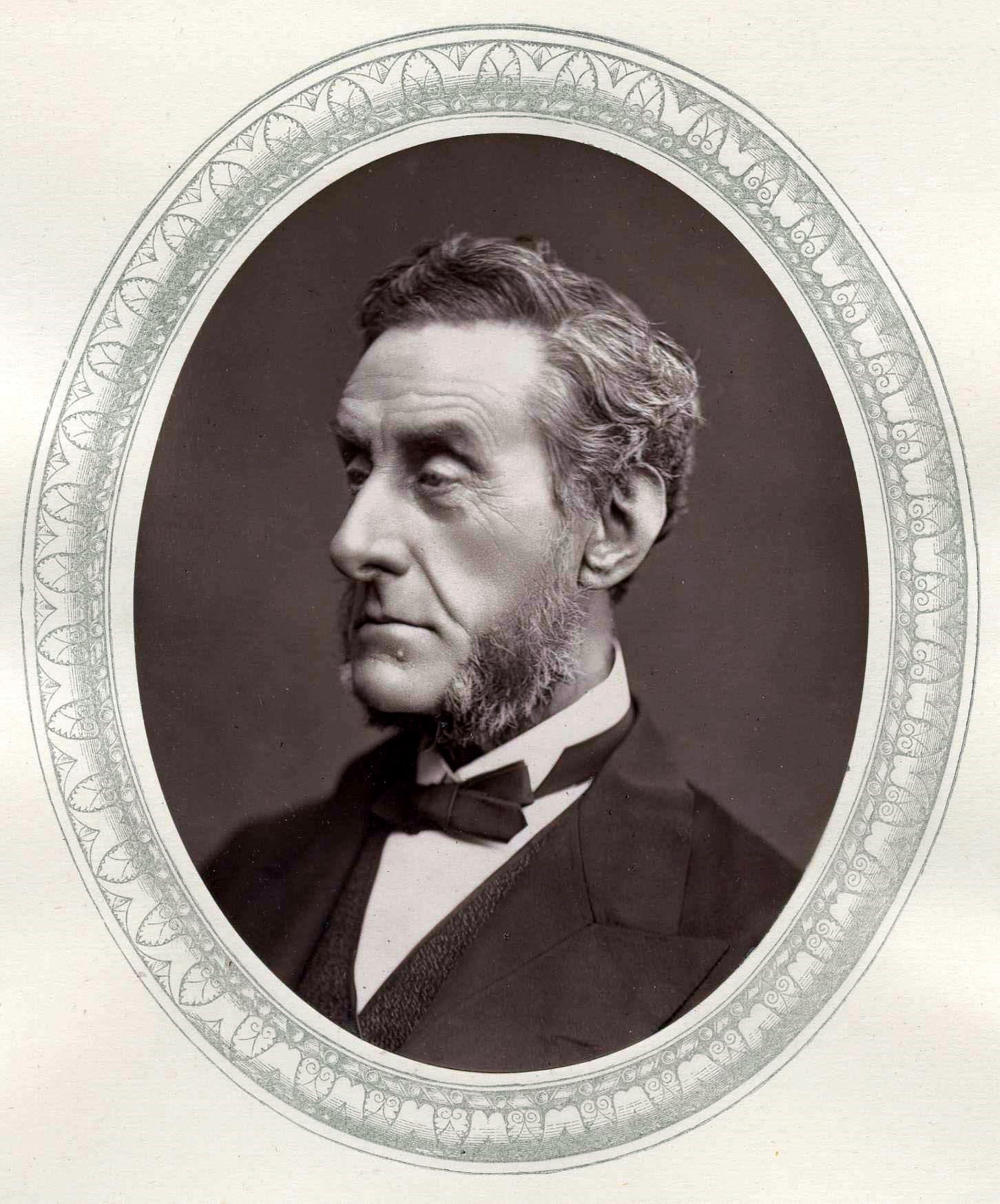
اللورد آشلي من أبرز وجوه الصهيونية المسيحية في العصر الفكتوري

مع قدوم العصر الإليزابيثي تراجعت الأفكار الألفية في إنكلترا ولكنها عاودت الظهور مع قدوم حركة الطهوريين (البوريتانيون) حيث تطورت أفكارها في تلك الفترة لحد الربط بين النصوص الدينية والسياسة والربط بين مجيء المسيح الثاني وإقامة دولة يهودية.
دعا في عام 1588رجل دين اسمه بريتمان لإعادة اليهود إلى الأراضي المقدسة تحقيقاً لنبوءات الكتاب المقدس. وفي عام 1615 طالب البرلماني السير هنري فينش حكومة بلاده بدعم اليهود ليستوطنوا "أرض الميعاد" قائلاً «ليس اليهود قلة مبعثرة، بل أنهم أمة، ستعود أمة اليهود إلى وطنها، وستعمر كل زوايا الأرض وسيعيش اليهود بسلام في وطنهم إلى الأبد».
نشر توماس برايتمان كتاب" هل سيعودون إلى القدس مرة أخرى؟" في عام 1615. كان هذا واحدًا من أقدم الأعمال الّتي أعادت الدعوة للهجرة إلى فلسطين كوطن قومي لليهود لأول مرة بين الجماعات المسيحية التي في ثمانينيات القرن السادس عشر بعد الإصلاح البروتستانتي. لم تذكر الموجة الأولى من القادة البروتستانت.
أبرز هؤلاء القادة هم: مارتن لوثر وجون كالفن، فلم تكن لديهم أي آراء عن نهاية الزّمان خاصة تتضمن هجرة اليهود إلى فلسطين -الذين تحولوا إلى المسيحية أو غير ذلك-. كان لوثر يأمل في أن يروّج لأفكاره عن طريق الحديث عن هجرة اليهود إلى فلسطين بمجرد انفصاله عن الكنيسة الكاثوليكية، لكنه أدان اليهود بشدة فيما بعد. مثل الكنيسة الكاثوليكية والكنيسة الأرثوذكسية الشرقية. رأى لوثر وكالفن أن الكنيسة المسيحية هي "إسرائيل الروحية" ومنذ يسوع المسيح، فإنّ العهد مع الله هو مع المسيحيين المؤمنين حصريًا باعتبارهم "شعب الله"، على أصل الأجداد أو النّزعة الفوقيّة.
ومع ذلك، فإنّ التركيز البروتستانتي على سولا سكريبتورا والانتشار الواسع للكتاب المقدس في جميع أنحاء أوروبا باللغات العامية، سمح للعديد من البروتستانت المتطرفين بتفسير الكتب المقدسة بطرقهم الخاصة، بطريقة لا تعكس تمامًا النّهج الكاثوليكي في العصور الوسطى، أو آراء القادة البروتستانت الأوائل أنفسهم. إلى جانب هذا كان هناك تهجير ثقافي عام بين البروتستانت الأكثر تطرفًا، حيث رأوا أنّ تبجيل القديسين هو بمثابة عبادة للأصنام وركزوا بشكل أكبر على أنبياء الكتاب المقدس في العهد القديم.
بينما كان إدوارد السادس ملك إنجلترا من أسرة تيودور، الّتي كانت لها الوصاية على العرش بحكم الميول الكالفينية. ممّا سمح للبروتستانت القاريين مثل مارتن بوسر وبيتر مارتير فيرميجلي بالتدريس في جامعتي كامبريدج وأكسفورد المرموقتين. قدّم هذان الرجلان تفسيرًا للكتاب المقدس يتضمن دورًا مهمًا لليهود، الذين سيتحولون إلى المسيحية في نهاية الزمان.
تضمنت النّسخ المبكرة من الكتاب المقدس التي أقرتها الملكية الإنجليزية والكنيسة الأنجليكانية الكتاب المقدس العظيم والكتاب المقدس للأساقفة. ومع ذلك، قام عدد من البيوريتانيين الإنجليز والاسكتلنديين في ستينيات القرن السادس عشر تحت قيادة كالفن ثيودور بيزا، إذ قاموا بتطوير ترجمة للكتاب المقدس تسمى "كتاب جنيف المقدس"، والتي تحتوي على حواشي تشير إلى كتب رومية. تدّعي هذه التّرجمة أنّه سيتم تحويل اليهود إلى المسيحية في نهاية الزمان وإعادة توجيه الاهتمام إلى فلسطين.
وقد تم تبني هذا الرأي بقوة من قبل البيوريتانيين الإنجليز، مثل: فرانسيس كيت، إدموند باني، توماس دراكس، توماس برايتمان، جوزيف ميد، ويليام بيركنز، ريتشارد سيبس، توماس جودوين، ويليام سترونج، ويليام بريدج، هنري فينش، جون أوين و جايلز فليتشر وغيرهم من عدّة تيّارات دينيّةداخل المسيحيّة.طيت الصهيونية المسيحية بعدها السياسي الأيديولوجي للمرة الأولى في بريطانيا عام 1655 عندما دعا أوليفر كرومويل رئيس المحفل البوريتاني بين عامي 1649 و1659 لعقد مؤتمر يسمح لليهود بالعودة للسكن والإقامة في المملكة بعدما تم نفيهم منها بقرار من الملك إدوارد الأول عام 1290. فتم في هذا المؤتمر خلق صلة ما بين أفكار الصهيونية المسيحية والمصالح الإستراتيجية لبريطانيا، ودفعت كرومويل للإيمان باكراً بوجوب توطين اليهود في الأراضي المقدسة في فلسطين.
خلال أواخر فترة تيودور وأوائل فترة ستيوارت، ظل البيوريتانيون غرباء في إنجلترا وعارضوا بشدة الكنيسة الأنجليكانية التي يهيمن عليها لاوديان. مع الحرب الأهلية الإنجليزية، ملأ المتشددون صفوف البرلمانيين والجيش النموذجي الجديد. تحت قيادة أوليفر كرومويل انتصروا، وأعدموا تشارلز الأول ملك إنجلترا وحصلوا على سلطة الدولة الكاملة، وأنشأوا كومنولث إنجلترا بين أعوام 1660 -1649. أصبح للتيار الألفي السامي الخفي تأثير مباشر على السياسة. كان عدد من مستشاري كرومويل المقربين، مثل جون دوري وجون سادلر وهيو بيتر، على اتصال باليهود المقيمين في هولندا مثل منسى بن إسرائيل ودافعوا عن إعادة توطين اليهود في إنجلترا؛ إذ منعوا من دخول البلاد منذ القرن الثالث عشر. بل إن سادلر، سكرتير كرومويل، زعم أن البريطانيين كانوا أحد قبائل إسرائيل المفقودة في كتيبه حقوق المملكة (1649). رأى المتشددون الآخرون مثل إرميا بوروز، وبيتر بولكلي، وجون فينويك، وجون كوتون، والذين عاش بعضهم في مستعمرة خليج ماساتشوستس، أن عودة اليهود إلى إنجلترا هي خطوة على طريق عودتهم النهائية إلى كلّ فلسطين.
بعض الذين عاشوا في مستعمرة خليج ماساتشوستس، رأوا عودة اليهود إلى إنجلترا كخطوة على الطريق إلى عودتهم النهائية إلى فلسطين (كلهم مقيدين في الإيمان بالآخرة الألفي، والذي من شأنه أن يُعجّل بالمجيء الثاني ليسوع المسيح وبالتالي الحكم النهائي). جوانا وإبنيزر كارترايت، وهما اثنان من المعمدانيين الذين قضوا بعض الوقت في أمستردام، اعتنقوا نفس الرأي وأصدروا الالتماس الأصلي إلى مجلس الحرب التابع لتوماس فيرفاكس في يناير 1649 لإعادة قبول اليهود.
شخصية بارزة إسحاق لا بيريرولد في فرنسا. أصوله برتغالية مسيحية جديدة الّتي تحوّلت لاحقًا إلى يهودية سفاردية كانت أيضًا من أسلاف القرن السابع عشر المهمين. كتب لا بيرير في عمله الألفي Du Rappel des juifs (1643) عن عودة اليهود إلى فلسطين، وتنبأ ببناء الهيكل الثالث. تابع لا بيرير عن كثب تطورات نظام أوليفر كرومويل المنشق وحلم بالإطاحة بلويس الرابع عشر ملك فرنسا واستبداله بأمير كوندي -عمل لديه سكرتيرًا- كجزء من مشروع مسيحي صهيوني ألفي. بعد نشر كتاب لا بيرير، أبلغ منسى بن يسرائيل المقيم في أمستردام صديقه بيتروس سيراريوس -أحد المقربين من جون دوري- المؤمن بأهمية هذه النظريات، مما يدل على التفاعل المبكر بين الصهيونية اليهودية والبروتستانتية في القرن السابع عشر.
كان أتباع الألفية البروتستانت القاريون الآخرون المتحمسون لنظريات لا بيرير هم الألمان أبراهام فون فرانكنبرج -طالب في الكابالا- وبول فيلجنهاور. قام منسى بن يسرائيل بنفسه بتأليف كتاب "أمل إسرائيل" في عام 1652. وانتهى الأمر بسيراريوس ليصبح المؤيد الرئيسي بين البروتستانت في أمستردام للرسالة القائلة بأن شباتاي تسفي هو المسيح، كما أعلن ناثان عزاه -أتباعه، السبتيون، كانوا متمركزين في الإمبراطورية العثمانية، لكنه كان يحظى بدعم كبير من الجالية اليهوديّة حول العالم-.
على الرغم من عزلهم من السلطة في إنجلترا نفسها، استمر المتشددون الألفي الذين انتقلوا إلى أمريكا الشمالية في التمتع بإرث ثقافي أعمق في المجتمع. بالإضافة إلى جون كوتون، كان زيادة ماذر، أحد الرؤساء الأوائل لجامعة هارفارد، من أشد المؤيدين لإعادة اليهود إلى فلسطين. وهو مؤلف العديد من الأعمال، أبرزها في هذا الصدد كان "سر خلاص إسرائيل" (1669). روجر ويليامز، المؤيد البيوريتاني للحرية الدينية -بما في ذلك لليهود- في مستعمرة رود آيلاند التي أسسها، تم الاستشهاد به باعتباره صهيونيًا أوليًا في خطابات القادة الصهيونيين اليهود اللاحقين مثل ستيفن س. وايز، بسبب تعليقه قائلاً: "لقد اشتاقت إلى بعض التجارة مع اليهود أنفسهم، الذين أخشى أن الأمم وإنجلترا لم تدفع ثمنًا بعد". بعض الفلاسفة المهمين في القرن السابع عشر الذين عملوا كجسر بين الطوائف الألفية. من عصرهم واقتراب عصر التنوير مع ثورته العلمية، إما كانوا يحملون وجهات نظر مرتبطة بالإصلاحيين قبل الألفية، أو تحركوا بشكل وثيق في دوائرهم: وهذا ينطبق بشكل خاص على السير إسحاق نيوتن وباروخ سبينوزا. نيوتن على وجه الخصوص، الذي كان يحمل آراء إصلاحية جذرية فيما يتعلق بالدين وانخرط أيضًا في السحر والتنجيم -بما في ذلك الكابالا-، تنبأ بعودة اليهود إلى فلسطين، مع إعادة بناء القدس في أواخر القرن التاسع عشر وإقامة الهيكل الثالث في القرن العشرين. أو القرن الحادي والعشرين، مما يؤدي إلى نهاية العالم في موعد لا يتجاوز عام 2060. كانت الكثير من هذه الكتابات الخاصة محرجة لمؤيديه الذين سعوا إلى دعمه كرجل عقل وعلم ضد لايبنتز، وبينما ورثت جامعة كامبريدج أوراقه العلمية، رفضوا أخذ هذه الأوراق الخاصة. العديد من هذه الكتب، التي جمعها أبراهام يهودا، موجودة الآن في مكتبة إسرائيل الوطنية منذ عام 1967. سبينوزا على الرغم من كونه يهوديًا، تحرك في هولندا شملت بيتروس سيراريوس، هنري أولدنبورغ، بل تأثّر بشكل مباشر بـ لا بيرير.
مع صعود الهانوفريين إلى السلطة في بريطانيا وصعود عصر التنوير، تبنت معظم النخبة السائدة في القرن الثامن عشر الفلسفة الهيلينية، ونظرت إلى ثقافة وفلسفات العالم الكلاسيكي للإلهام للعصر الجورجي، بدلاً من النظر إلى الأوهام الألفية.
استنادًا إلى العهد العبري القديم -على الرغم من أن اليهود أنفسهم كانوا يتمتعون بتسامح كبير في الإمبراطورية البريطانية-. على الرغم من أن الحركة السرية الدينية كانت هامشية في البداية، إلا أنها كانت تنمو ببطء منذ ثلاثينيات القرن الثامن عشر والتي أدت في النهاية إلى ظهور موجة ثانية من الصهيونية البروتستانتية ومعها ولادة البروتستانتية الإنجيلية.
عُجّل بهذا في ألمانيا من قبل فيليب سبنر التقوي، وهو نهج صوفية وغالبا ما يكون الألفية على اللوثرية، الذي تنبأ "تحول اليهود وسقوط البابوية كمقدمة لانتصار الكنيسة". أحد أتباع سبنر، نيكولاوس زيندورف، نشر هذا في الكنيسة المورافية، وربط النظرية بفلسطين، وغير طقوس مورافيا لتشمل صلاة "لاستعادة سبط يهوذا في وقته ومباركة ثماره الأولى بيننا." جون وتشارلز ويسلي، القادة الأوائل في المنهجية؛ مستوحاة من التقوى ومورافيا زينزيندورف؛ روج أيضًا لعودة اليهود إلى فلسطين، حتى أن تشارلز ويسلي قام بتأليف ترنيمة مخصصة لها. المعمدان، جون جيل، الذي انتقل في دوائر مماثلة لآل ويسلي، قام بتأليف أعمال تعبر عن وجهات نظر مماثلة. بحلول عام 1771، كان القس الإنجيلي، جون آير، مؤسس المجلة الإنجيلية ومن بين الأعضاء الأصليين لجمعية لندن التبشيرية، يروج لنسخة أكثر تطورًا من هذه الآراء من خلال ملاحظاته على النبوءات المتعلقة باستيطان اليهود.
بحلول نهاية القرن الثامن عشر، في أعقاب الثورة الفرنسية وقرار الجمعية الوطنية في ديسمبر 1789 الذي ينص على أن غير الكاثوليك مؤهلون لشغل جميع المناصب المدنية والعسكرية، قامت الحكومة الثورية في فرنسا بمحاولة ولاء اليهود، في منافسة مع بريطانيا. خلال الحملة المصرية السورية لحروب الثورة الفرنسية، دعا بونابرت "جميع يهود آسيا وأفريقيا للتجمع تحت علمه من أجل إعادة تأسيس القدس القديمة". على الرغم من أن بونابرت نفسه كان علمانيًا وكانت الفكرة غير مقبولة، كمثال مبكر للصهيونية السياسية البراغماتية، ربما تكون فكرة اليعاقبة نفسها قد نشأت من توماس كوربيت (1773–1804)، وهو مهاجر بروتستانتي أنجلو أيرلندي كان، كعضو في الجمعية الليبرالية الجمهورية للأيرلنديين المتحدين، حليفًا لليعاقبة. -حكومة، شارك في أنشطة ثورية ضد البريطانيين وخدم في الجيش الفرنسي.
في فبراير 1790، كتب رسالة إلى الدليل الفرنسي، ثم تحت قيادة راعي نابليون بول باراس. وجاء في الرسالة "أوصيك يا نابليون أن تدعو الشعب اليهودي للانضمام إلى غزوك في الشرق، إلى مهمتك في احتلال أرض إسرائيل"، قائلاً: "إن ثرواتهم لا تعزيهم عن مصاعبهم. إنهم ينتظرون بفارغ الصبر حقبة إعادة تأسيسهم كأمة.
في أمريكا البريطانية ومن ثم الولايات المتحدة خلال القرن الثامن عشر، كان عزرا ستايلز، رئيس جامعة ييل، مؤيدًا للاستعادة اليهودية وصادق الحاخام رافائيل حاييم يتسحاق كاريجال من الخليل في عام 1773 أثناء زيارته للولايات المتحدة. كما توقع جوناثان إدواردز عودة اليهود إلى وطنهم في المستقبل. في  عام 1808، أعرب آسا ماكفارلاند، وهو من المشيخي، عن رأي الكثيرين بأن سقوط الإمبراطورية العثمانية كان وشيكًا وسيؤدي إلى عودة اليهود. أنفق ديفيد أوستن من نيو هيفن ثروته في بناء الأرصفة والنزل التي يمكن لليهود أن ينطلقوا منها إلى الأرض المقدسة. في عام 1825، حصل مردخاي مانويل نوح، وهو يهودي أراد تأسيس وطن قومي لليهود في جزيرة غراند آيلاند في نيويورك كمحطة على الطريق إلى الأراضي المقدسة، على دعم مسيحي واسع النطاق لمشروعه. وبالمثل، كان اللاهوت الترميمي من بين مصادر الإلهام للنشاط التبشيري الأمريكي الأول في الشرق الأوسط  ولرسم خرائط الأراضي المقدسة.
في القرن التاسع عشر برزت شخصيتان تعتبران من أهم دعاة الصهيونية المسيحية، هما جون نلسون داربي من كنيسة الإخوة البليموث والقس لويس واي. كان هذا الأخير رئيس لجمعية في لندن هدفها الترويج للدين المسيحي بين اليهود والتي أصبحت بفضل جهود واي أهم منبر للتعبير عن أفكار الصهيونية المسيحية بما في ذلك الدعوة لإرجاع اليهود إلى فلسطين. ومن مؤيدي الصهيونية المسيحية في تلك الفترة برز أيضاً البرلماني البريطاني هنري دارموند الذي ترك الحياة السياسية بعد زيارته الأراضي المقدسة ليكرس يقية حياته لتعليم المسيحية بنسختها الأصولية وليدعوا لعودة اليهود إلى فلسطين. ولم يكن ما يحفز حاملي الفكر الصهيوني من المسيحيين لينخرطوا في هذا المجال هو دائماً محبة اليهود فأن بعضهم كان ينظر لهم نظرة عداء كالمصلح الاجتماعي الإنجيلي اللورد آشلي كونت شافتسبوري (1818 - 1885) الذي كان يحبذ رؤية اليهود يقيمون دولتهم في فلسطين ويحيون فيها بدلاً من البقاء في إنكلترا. ومن الوجوه المهمة للصهاينة المسيحيين في بريطانيا القس ويليام هشلر (1845 - 1931) والذي قام في فترة عمله في سفارة بلاده في فيينا بتنظيم عمليات لنقل المهاجرين اليهود الروس إلى فلسطين. وكان قد نشر كتاباً عام 1894 بعنوان «عودة اليهود إلى فلسطين» دعا فيه لهذه العودة تحقيقاً لنبوءات وردت في كتاب العهد القديم، وكان هشلر كذلك من المتحمسين للصحافي النمساوي المجري تيودور هرتسل مؤسس الصهيونية، حيث كان يقدم له وللقضية الصهيونية الدعم السياسي لفترة تقارب الثلاثين عاماً. وأخيراً من أشهر السياسيين البريطانيين الألفيين اللورد آرثر بلفور المعروف بإعطاءه اليهود وعد الحكومة البريطانية بإنشاء وطن قومي لليهود على أرض فلسطين التاريخية (وعد بلفور 1917) بالرغم من مواقف بلفور المعروفة بمعاداة اليهود.

### الصهيونية المسيحية في الولايات المتحدة
في العقود التي سبقت إنشاء إسرائيل في عام 1948، كان أبرز مؤيدي الصهيونية المسيحيين الأمريكيين وأكثرهم نشاطًا سياسيًا هم الليبراليون والبروتستانت الرئيسيون الذين لم يكن دعمهم للحركة في كثير من الأحيان مرتبطًا بتفسيرهم للكتاب المقدس. نظر هؤلاء المسيحيون المؤيدون للصهيونية إلى فلسطين باعتبارها ملاذًا آمنًا ضروريًا لليهود الذين فروا من الاضطهاد المتزايد في أوروبا، وكثيرًا ما اعتقدوا أن دعمهم للحركة كان جزءًا من جهد أوسع للتقارب بين الأديان. الاتحاد المؤيد لفلسطين، وهو منظمة مسيحية مؤيدة للصهيونية تأسست عام 1930، دعا إلى تعزيز "حسن النية والاحترام بين اليهود وغير اليهود"، كما دعا الحكومة البريطانية إلى الالتزام بشروط الانتداب. لفلسطين، والتي تعهدت بدعم إنشاء وطن قومي لليهود.
في خضم الحرب العالمية الثانية ووعيهم المتزايد بالمحرقة، ساعد الصهاينة اليهود الأمريكيون في تنسيق إنشاء منظمتين صهيونيتين غير يهوديتين، اللجنة الأمريكية الفلسطينية والمجلس المسيحي لفلسطين، اللتين تم دمجهما لاحقًا في اللجنة الأمريكية المسيحية لفلسطين (ACPC). أصبح ACPC، الذي كان يتألف إلى حد كبير من الليبراليين والبروتستانت الرئيسيين، اللوبي المسيحي الأمريكي الرائد في دعم إنشاء دولة يهودية في فلسطين. بعد قيام إسرائيل في عام 1948، واصل المركز الأمريكي للسياسات العامة جهود الضغط. على سبيل المثال، قامت بتنسيق المعارضة لجهود الأمم المتحدة لتدويل مدينة القدس، التي تم تقسيمها بين إسرائيل وشرق الأردن في حرب عام 1948.
خلال هذه السنوات، نمت شعبية العقيدة الألفية (بما في ذلك تنوعها التدبيري) بين البروتستانت الأمريكيين المحافظين. نظر العديد من أتباع العقيدة الألفية إلى الحركة الصهيونية على أنها تحقيق جزئي على الأقل لنبوءة الكتاب المقدس أو نظروا إليها على أنها تحقيق حديث لوعود الله العهدية للشعب اليهودي. في ثلاثينيات القرن العشرين، قال المبشر المعمداني الجنوبي جاكوب جارتنهاوس، وهو نفسه متحول من اليهودية، إن "الصهيونية ستنتصر سواء أحبها أحد أم لا... ومعارضتها هي معارضة لخطة الله". لكن بالنسبة للأغلبية ومن ناحية أخرى، فإن مثل هذه المعتقدات لم تترجم إلى عمل سياسي لصالح الحركة في هذا العصر. وكان أحد الاستثناءات الطفيفة هو ج. فرانك نوريس، وهو معمداني أصولي كان يقسم وقته بين المنابر في فورت وورث، تكساس، وديترويت، ميشيغان. في حين أن نوريس لم ينظم جهود الضغط بالطريقة التي قام بها المركز الأمريكي للسياسات العامة، إلا أنه وعظ أتباعه أنه من واجبهم المسيحي دعم القضية الصهيونية وكتب للرئيس ترومان لدعم المطالبات الصهيونية بفلسطين في عامي 1947 و1948. تم تنسيقه بشكل فضفاض مع ACPC، وفي بعض الأحيان نشر موادهم في دوريته، الأصولي.
لاقت أفكار المذهب التدبيري رواجاً في الولايات المتحدة في القرن التاسع عشر وبدايات القرن العشرين بفضل جهود لاهوتيين بروتستانت مثل دوايت مودي (مؤسّس معهد مودي للدراسات الكتابية في شيكاغو) وسكوفيلد وويليام بلاكستون. ومن الكتب المنشورة حديثاً في البلاد والمتأثرة بهذا التيار العمل الذي حقق أفضل المبيعات (Late Great planet Earth) لكاتبه هال ليندسي، إضافة لسلسلة من الروايات الآخروية لتيموثي لاهاي بعنوان (Left Behind)، بيع من هذه السلسلة خمسين مليون نسخة.
أعطى قيام دولة إسرائيل عام 1948 زخماً قوياً لمتبني الصهيونية المسيحية، كما أن حرب حزيران عام 1967 كانت بالنسبة لهم أشبه بمعجزة إلهية تمكن فيها اليهود من دحر عدة جيوش عربية مجتمعة في آن واحد وأحكمت خلالها الدولة العبرية سيطرتها على بقية أراضي فلسطين التاريخية خصوصاً القدس الشرقية والمواقع الدينية التي تحتضنها. وبالنسبة للتدبيريين فأنه باحتلال إسرائيل للقدس والضفة الغربية تحققت نبوات الكتاب المقدس، فشجعت هذه العلامات «الإلهية» مسيحيين إنجيليين آخرين على الانخراط في صفوف المدافعين عن إسرائيل وإلى دفع الولايات المتحدة للبقاء إلى جانب «الطرف الصحيح» في تتميم النبوات.

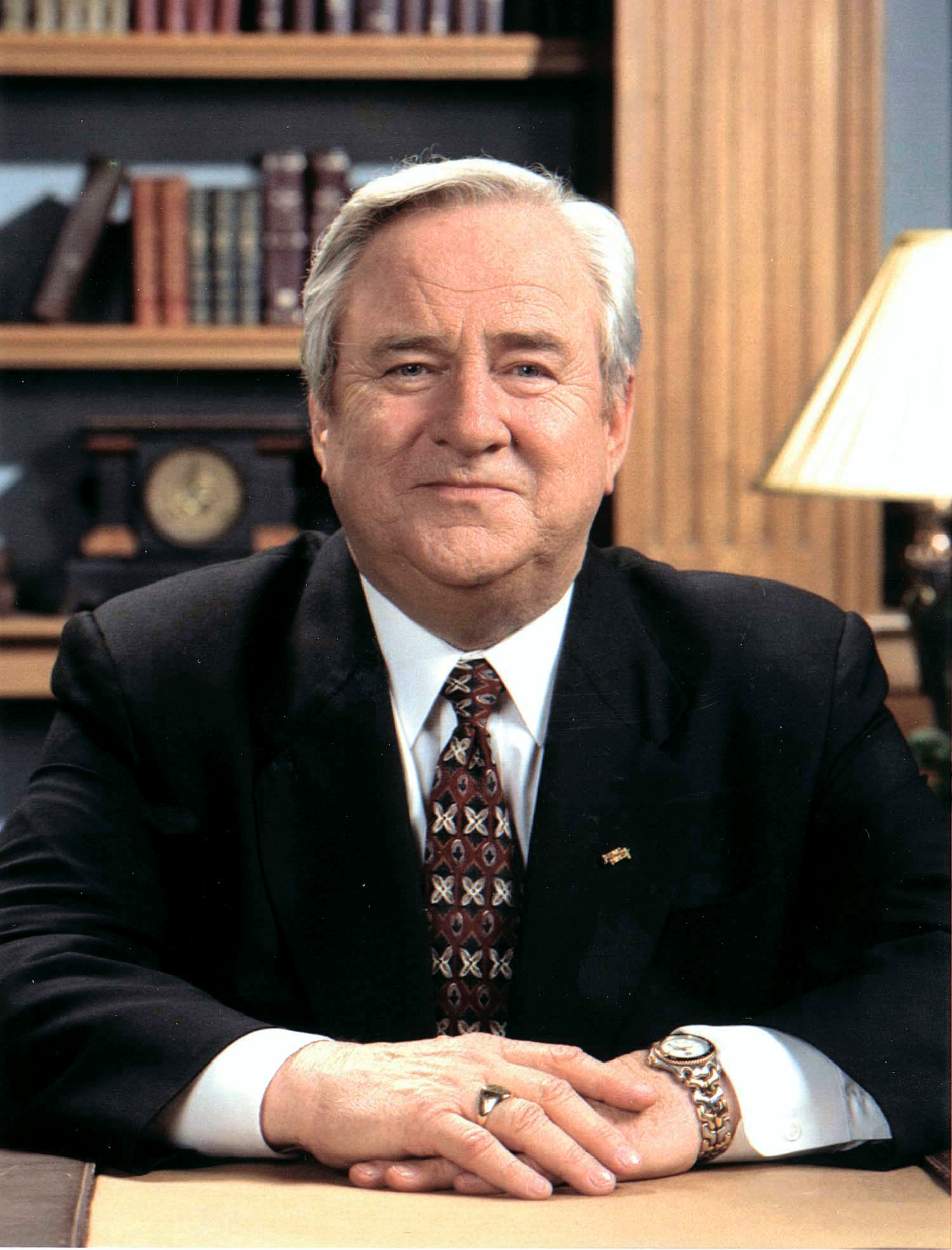
جيري فالويل مؤسس منظمة الأغلبية الأخلاقية

يعتبر عام 1979 عاماً استثنائياً بالنسبة لتاريخ الصهيونية المسيحية، فبعد قرن من تقرب هشلر من تيودور هرتزل مؤسس الصهيونية العالمية وبدء الدعم المسيحي الأصولي المباشر لإقامة الدولة اليهودية، أنشأ القس جيري فالويل في الولايات المتحدة الأمريكية منظمة الأغلبية الأخلاقية. وهذه المنظمة تضم لجان سياسية لمسيحيين ذوي توجهات محافظة من أهدافها العمل على التعبئة والدعاية لانتخاب المرشحين المحافظين. ومع بلوغ عدد أعضائها الستة ملايين عضو أصبحت المنظمة كتلة انتخابية قوية عزي إليها فضل نجاح رونالد ريغان في الانتخابات الرئاسية الأمريكية لعام 1980. ينص أحد المبادئ الأربعة التأسيسية لمنظمة الأغلبية الأخلاقية على «دعم إسرائيل والشعب اليهودي في كل مكان». في عام 1980 صرح فالويل بأن «الله بارك أمريكا لأن أمريكا باركت اليهود. فإذا أرادت هذه الأمة أن ترى حقولها محافظةً على بهائها وإنجازاتها العلمية محافظة على ريادتها وحريتها محمية، فعلى أمريكا أن تبقى واقفة إلى جانب إسرائيل». حل جيري فالويل منظمة الأغلبية الأخلاقية عام 1989 ولكن المسيحيين المحافظين حافظوا على دورهم كداعمين لإسرائيل رغم افتقارهم لوجود مؤسسة قوية رسمية لدعم الدولة العبرية بقوة المنظمة المذكورة آنفاً. ولتأطير هذا الدعم أسس الصهاينة المسيحيين في الولايات المتحدة عدة مؤسسات هدفها المعلن التشجيع على مساندة إسرائيل، أبرزها «مسيحيون متحدون من أجل إسرائيل» وصفها القس جون هاجي بالنسخة المسيحية من أيباك، ومؤسسات أخرى مثل «مؤتمر القيادة المسيحية الوطني من أجل إسرائيل» و«ائتلاف الوحدة من أجل إسرائيل» و«السفارة المسيحية العالمية في أورشليم» وغيرها.
لا يقتصر دعم الصهاينة المسيحيين لإسرائيل وللقضية اليهودية على الناحية السياسية فقط، فهم يقدمون لها العون بكل الأشكال المتاحة لهم خصوصاً من الناحية المالية. فقد قدم هؤلاء تبرعات كبيرة في سبيل المساهمة بنقل يهود دول الاتحاد السوفييتي السابق وإثيوبيا إلى إسرائيل، على سبيل المثال تمكن جون هاجي من جمع أكثر من 4.7 مليون دولار لصالح اتحاد الجماعات اليهودية، وقامت شبكة بات روبيرتسون للبث الإذاعي المسيحي بتقديم منح بمئات الآلاف من الدولارات لمساعدة اليهود الفقراء حول العالم للانتقال والعيش في إسرائيل.
بين عامي 2000 و2003 ضعفت السياحة في إسرائيل بسبب الانتفاضة الفلسطينية الثانية وإعلان جورج بوش ما سمي بالحرب على الإرهاب، تسبب ذلك بخسائر مهمة للاقتصاد الإسرائيلي، إلا أن الصهاينة المسيحيين استمروا بتنظيم رحلات السياحة الدينية إلى الأراضي المقدسة بأعداد فاقت أحياناً أعداد السياح اليهود. وقام مبشرو التلفزيون أمثال بات روبيرتسون وبيني هين بزيارة إسرائيل خلال تلك الفترة وأعلنوا من خلال شبكاتهم التلفزيونية لمتابعيهم من ملايين الإنجيليين حول العالم أن زيارة إسرائيل آمنة. كما ساهم الصهاينة المسيحيين بدعم قطاع السياحة الإسرائيلي من الولايات المتحدة بالمشاركة بأيام "Shop Israel" حيث كان يحضر تجار إسرائيليون إلى أمريكا لترويج وبيع منتجاتهم.

### الصهيونية المسيحية، الكونغرس والتأثير على سياسات البيت الأبيض
معتقدات معتنقي الصهيونية المسيحية ألهمت ولا تزال تلهم العديد من المواقف الدبلوماسية والعسكرية لأميركا. بالنسبة لهم الحرب في العراق والمعارك السياسية التي يشنها البيت الأبيض ضد إيران وسوريا وبقية أعداء إسرائيل هي «التزام ديني»، «عبادة مقدسة» من شأنها أن تسرع عودة المسيح إلى الأرض. كذلك يرون في اغتيال القادة المناهضين للصهيونية مثل صدام حسين ومعمر القذافي وفي معاناة الشعوب المسلمة ومقتل العديد منهم جراء الحروب «انتقام إلهي من أعداء إسرائيل».
هم كذلك ينظرون إلى إصابة رئيس الوزراء الإسرائيلي أرئيل شارون سنة 2006 بجلطة سببها نزيف دماغي حاد تسبب له في فقدانه لوعيه ودخوله في ما يعرف طبيا بالحالة الموت السّريري الدائمة التي انتهت بوفاته بعد ثماني سنوات عام 2014 على أساس أنها «انتقام رباني» وعقاب على تفريطه في أراضي من حق إسرائيل وقيامه صيف 2005 بإخلاء المستوطنات الإسرائيلية ومعسكرات الجيش الإسرائيلي من قطاع غزة وأربع مستوطنات أخرى في شمال الضفة الغربية.
فهم يرفضون كل القرارات والسياسات التي تصب في اتجاه التخلي عن جزء ولو بسيط مما يسمونه «أرض الله الموعودة للشعب اليهودي» ويعتبرونها «عرقلة» و«نسف» لمخطط عودة المسيح. ولهذا هم يدفعون بحكوماتهم إلى عرقلة جميع محاولات التوفيق في المفاوضات بين الفلسطينيين والإسرائيليين والوقوف حائلا أمام وساطة كل من الأوروبيين أو الدول العربية المعتدلة وإجهاض كل مجهوداتهم لإحلال السلم بالمنطقة. ناهيك عن تحريك قادتهم لتفعيل حقهم في الفيتو وابطال كل قرار أممي يقضي بمعاقبة إجرام إسرائيل ضد الإنسانية وسياساتها الاستعمارية.
على المستوى القوميّ يقومون بقطع الطريق على كل مرشح أميركي معروف بمعاداة السياسات الإسرائيلية يرغب في ترأس الولايات المتحدة. كثرة أعدادهم في الولايات المتحدة وتملّكهم لأقوى شركاتها ووسائل إعلامها يجعل منهم «مجموعة ضغط» الأكثر تأثيرا على سياسات البيت الأبيض. تؤثر أصواتهم بشكل كبير على نتائج المعارك الانتخابية ثم بعد ذلك على مواقف وأداء المرشح المنتخب، فحتى لو استغنى المرشحون للانتخابات الأميركية عن أصواتهم فلا يمكنهم الاستغناء عن دعمهم المالي والاعلامي لتمويل وإنجاح حملاتهم الدعائية. هذا الدعم، هم لا يقدمونه مجانًا. مقابل دعمهم، أن يلتزم المرشح بالدفاع عن مصالحهم وسياساتهم بما فيها حماية ودعم إسرائيل من داخل سلطات الجمهورية.
وحتى لو فرضنا أنّ رئيسًا أميركيًا لم يدعمهم فسيكون تحت ضغطهم وتأثيرهم في الكونغرس الأميركي. فمن بين المائة عضو في مجلس الشيوخ، 70 على الأقل خاضعين بشكل أو بآخر للوبي الصهيوني.
فعلى سبيل المثال، كان الرئيس الأميركي جيرالد فورد يستعد في عام 1976 لدعوة إسرائيل بشكل علني إلى احترام المواثيق الدولية والامتثال لحدود عام 1967. رسالة من أعضاء مجلس الشيوخ جعلته يتراجع عن قراره هذا وإلغاء الخطاب الرسمي الذي كان يعتزم القيام به بشكل نهائي. كما كانت هناك محاولات رئاسية للتخفيض من قيمة الدعم المالي المقدم لإسرائيل كلها باءت بالفشل.
فمنذ عام 1985 إلى يومنا هذا، تم منح ما لا يقل عن 100 مليار دولار أميركي من المساعدات العامة من طرف الولايات المتحدة لإسرائيل. وهذه المنح والمساعدات لا تتوقف أبدا ولا تعرف قيمتها الانخفاض حتى عندما تعرف صناديق وحسابات أميركا الخسارة أو يكون اقتصادها في وضعية أزمة أو في حالة عجز خطير. فبالنسبة لممثلي لوبيات الصهيونية المسيحية داخل الكونغرس الأميركي.

## موقف اليهود من الصهيونية المسيحية
بالرغم من كل الدعم الذي يقدمه الصهاينة المسيحيون لإسرائيل فأن الكثير من اليهود ينظرون إليهم بشيء من الارتياب، ويعزى ذلك لأسباب عدة منها تاريخ معاداة اليهود من قبل المسيحيين، ووجود ما يعرف بلاهوت الاستبدال في اللاهوت المسيحي، أي استبدال الكنيسة لشعب إسرائيل في مخطط الله الخلاصي مع العلم أن الصهاينة المسيحيين يرفضون هذا المعتقد. أضف إلى ذلك اختلاف الآراء فيما بينهم حول الكثير من القضايا السياسية في داخل الولايات المتحدة وخارجها. يُقلق العديد من اليهود بشكل خاص رغبة بعض المسيحيين من الكنائس الإنجيلية بتسريع عملية رجوع المسيح للأرض عن طريق الإسراع بتبشير اليهود بالمسيحية. حتى أن هذا دفع المؤرخة اليهودية الأمريكية نعومي كوهين إلى القول بأنه «لو لم يكن ذلك من أجل تلبية احتياجات إسرائيل، لكان معظم اليهود قد رفضوا فوراً أي تفاوض مع اليمين المسيحي الجديد». كما أن مواقف الصهاينة المسيحيين -ولو أنها تتفق بشكل عام مع مواقف اليمين الإسرائيلي المتطرف- تناقض في بعض المواضيع ما تراه بعض المنظمات اليهودية الأمريكية مفيداً للدولة العبرية، فعلى سبيل المثال يعارض التيار الصهيوني المسيحي أي انسحاب من الأراضي الفلسطينية المحتلة أو أي تفكيك وإخلاء لأي مستوطنة إسرائيلية، كما يرفضون بشكل قاطع تبني حل الدولتين وهذا يخالف رأي المنظمات المعتدلة المؤيدة لإسرائيل والتي ترى في إقامة الدولة الفلسطينية حلاً لإنهاء حالة الحرب في المنطقة.
كل هذا لم يمنع الكثير من المنظمات اليهودية من الترحيب بالتحالف فيما بينها وما بين الصهاينة المسيحيين، حتى أن أيباك أسست من أجل هذا مكتباً خاصاً للتواصل والتنسيق مع الحركة الإنجيلية. كما أن شخصيات يهودية أمريكية نافذة أكدت في أكثر من مناسبة على أهمية هذا التحالف لمصلحة إسرائيل، يذكر منها ناثان بيرلموتر وهو رئيس سابق لرابطة مكافحة التشهير والذي صرح بأنه «بإمكان اليهود التكيف تماماً مع أولويات اليمين المسيحي فيما يخص السياسة الداخلية -للولايات المتحدة الأمريكية- على الرغم من تناقض ذلك مع آراء يهود اليسار، وذلك لأنه لا يوجد أي قضية من هذه القضايا بمقدار أهمية إسرائيل».

## اعتراضات مسيحية على الصهيونية المسيحية

### من الكنائس البروتستانتية
في الولايات المتحدة الأمريكية يميل الصهاينة المسيحيون لاعتبار أنفسهم «الناطق الرسمي» باسم أربعين مليون مسيحي إنجيلي، ولكن عدد هؤلاء الذين يهتمون منهم بأمر إسرائيل حقاً هو أصغر من ذلك بكثير وذلك بحسب رأي البروفيسور جون ميرشيامر وزميله البروفيسور ستيفن والت مؤلفي كتاب اللوبي الإسرائيلي والسياسة الأمريكية الخارجية. فبالنسبة لهذين الأخيرين هنالك الكثير من الكنائس الإنجيلية الأمريكية التي تساند بشكل صريح وعلني حل الدولتين لإنهاء الصراع العربي الإسرائيلي، وتنتقد السياسات الإسرائيلية بحق الفلسطينيين مستندة بذلك على إيمانها بمباديء المسيحية التي تدعو للعدالة والسلام. عملت هذه الكنائس على مقاومة الفكر الصهيوني المسيحي من خلال توحيد صفوف الإنجيليين الليبراليين ضمن إطار المجلس الوطني لكنائس المسيح والذي يضم 34 كنيسة يبلغ عدد أفرادها عدة عشرات من الملايين، وتمكن المجلس من إيصال آراءه للرأي العام عن طريق وسائله الإعلامية كمجلات «القرن المسيحي» و«المسيحية والأزمات» و«القيمون» و«المصلح». كما عمل المجلس كذلك على العمل والتنسيق بنسب متفاوتة مع كنائس أخرى تشاركه رفض الصهيونية المسيحية مثل الكنيسة المشيخية والكنيسة الميثودية والمعمدانية والأسقفية.
في مقالة كتبها القسيس المعمداني توماس ويليامسون عام 2002 يشرح كيف يخالف الصهاينة المسيحيون بما يفعلونه ويدعون إليه تعاليم الكتاب المقدس فيقول بأن «الصهيونية المسيحية هي حركة تدعي بأنها ترتكز على الكتاب المقدس ولكنها في الحقيقة مناهضة لتعاليم الكتاب المقدس. فعلى جميع المسيحيين التبرأ من الصهيونية والعمل على إرساء السلام في الشرق الأوسط وذلك لما فيه من خيرٍ متبادل ليهود إبراهيم ولأبناء العرب في فلسطين». القس جون هيوبرز من الكنيسة المصلحة وهو مدير موقع christianzionism.org للرد على أفكار الصهاينة المسيحيين، يشرح في مقالة كتبها عام 2002 كيف يقوم هؤلاء بربط ما يصفها «بأسطورة» تأسيس الولايات المتحدة مع قصة تأسيس إسرائيل. فيقدمونها للمواطن الأمريكي على أنها قصة متشابهة عاشها الشعبان الأمريكي واليهودي، فكلا الشعبين كانا مضطهدين دينياً وفي قلوبهما شوق كبير لكي يمارسا إيمانهما ومعتقداتهما بحرية تحت رعاية وإرشاد الله، وكلاهما واجها الكثير من المصاعب لإقامة دولتيهما، وذلك بسبب مواجهة شعوب بربرية متوحشة (الهنود الحمر والفلسطينيين) وجب طردهم من الأرض. فيسعون من خلال هذه القصة لنيل تعاطف ودعم الشعب الأمريكي لكي يرى في قصة شعب إسرائيل صدىً لقصة أو «أسطورة» الولايات المتحدة نفسها. ويرد هيوبرز على هذا بضرورة نشر قصة جديدة بين مواطنيه الأمريكان تتحدث عن الشعب الفلسطيني الذي فقد أرضه وكرامته والكثير من أبناءه وذلك -ولو جزئياً- بسبب الدعم الأمريكي المطلق للصهيونية، ويقول بضرورة التعامل مع القضية الفلسطينية بالعدالة «التي يدعونا الله ان نمارسها في كل امورنا وقضايانا»، وذلك لنزع صورة «المتوحش» التي ألصقتها أسطورة الصهاينة بالإنسان الفلسطيني.
بحسب القس ويزلي غرانبيرغ-مايكلسون الأمين العام للكنيسة المصلحة في الولايات المتحدة فأن الصهيونية المسيحية هي عدوة الشهادة المسيحية في الشرق الأوسط، وهي ليست مجرد انحراف لاهوتي بل أيديولوجية تهدد وجود مسيحيي المنطقة وتعيق إعلان الإيمان المسيحي في تلك البلدان. ويقول بأن دعم الصهاينة المسيحيين وحكومات الولايات المتحدة لإسرائيل وسياساتها التوسعية يقوض قدرات المسيحيين الأمريكيين الآخرين للخدمة كصناع سلام أو وسطاء نزهاء في تلك المنطقة من العالم.

### الكنيسة الكاثوليكية
أعلنت الكنيسة الكاثوليكية في الولايات المتحدة الأمريكية موقفها من الصهيونية المسيحية مبكراً في مايو/أيار عام 1897 عندما صرحت في بيانٍ لها «إن إعادة بناء القدس لتصبح مركزا لدولة إسرائيلية يعاد تكوينها يتناقض مع نبوءات المسيح نفسه الذي أخبرنا أن القدس سوف تدوسها العامة حتى نهاية زمن العامة أي حتى نهاية الزمن». وكرد فعل على وعد بلفور صرح البابا بندكت الخامس عشر عام 1917 «لا لسيادة اليهود على الأرض المقدسة». وبتاريخ 15 مايو/أيار عام 1922 بعث الفاتيكان بمذكرة رسمية لعصبة الأمم للتعبير عن اعتراض البابا على فكرة إنشاء وطن قومي لليهود في فلسطين ورد فيها «إن الحبر الأعظم لا يمكن أن يوافق على منح اليهود امتيازات على غيرهم من السكان». ولم تكن مواقف بيوس الثاني عشر مختلفة عن مواقف سلفه بندكت الخامس عشر. فبشكل عام ترفض الكنيسة الرومانية الكاثوليكية اللاهوت الإسخاتولوجي الألفي الذي يستند عليه الصهاينة المسيحيون في معتقداتهم، ومع عودة ظهور هذا اللاهوت بقوة على الساحة المسيحية بين البروتستانت الإنجيليين في القرنين التاسع عشر والعشرين أعلن مكتب العقيدة في الفاتيكان بتاريخ 21 يوليو/تموز عام 1944 في زمن حبرية البابا بيوس الثاني عشر عن رفضه الصريح للتعليم الألفي. فنظرة الكاثوليكية التقليدية للحكم الألفي المذكور في سفر الرؤيا الإصحاح 20 تنص على أن حكم المسيح بدأ فعلاً مع مجيئه الأول إلى الأرض (الرقم ألف هنا ذو قيمة رمزية) وسينتهي مع مجيئه الثاني عند نهاية العالم، عندما تقوم كل البشرية من الموت فيذهب الأبرار إلى الحياة الأبدية والأشرار للعقاب الأبدي. فلا يوجد أي فترة ألفية ما بين عصر الكنيسة ونهاية العالم. هذه الأفكار اعتنقتها الكنيسة الكاثوليكية بفضل تعاليم جيروم وأوغسطينوس وأمبروز ويوحنا فم الذهب وغريغوريوس أسقف نيصص ويوستينوس الشهيد ويوسابيوس القيصري وتوما الإكويني. يعتقد الصهاينة المسيحيون أنه بعودة المسيح لحكم العالم سيُعاد بناء هيكل سليمان في القدس، بينما ورد في الموسوعة الكاثوليكية نسخة عام 1911 بأن المسيح الدجال سيكون من أصل يهودي من سبط دان، وفي نسخة 1936 تقول الموسوعة نفسها بأن المسيح الدجال سوف يقوم بإعادة بناء أورشليم والمعبد اليهودي حيث سيدعو الناس لعبادته كإله. هذه الأسباب وغيرها دفعت الكنيسة الكاثوليكية لاعتبار الصهيونية المسيحية كحركة معادية للكاثوليكية تحاول أن تنزع عن الكنيسة دورها كمحققة لنبوءات الكتاب المقدس وكمرجعية وحيدة لها صلاحية تفسير هذه النبوءات. فهي ترى أن الصهاينة المسيحيين يلوون عنق نصوص الكتاب المقدس بما يخدم مصالحهم السياسية والدينية، فهم يجعلون اليهود وإسرائيل وليس «كنيسة العهد الجديد» مركزاً لخطة الله الخلاصية، فتكون الصهيونية المسيحية بذلك بالنسبة للكاثوليك خاطئة ولا أساس لها لا في الكتاب المقدس ولا في التقليد الكنسي.
بعد نهاية الحرب العالمية الثانية وقيام دولة إسرائيل عام 1948 أعاد بعض رجال الكنيسة الكاثوليكية النظر بموضوع تأسيس الدولة العبرية، فالبعض صار ينظر لوجودها على أنه ضروري لمحاربة المد الشيوعي الإلحادي في منطقة الشرق الأوسط. بينما استمر البعض الآخر برفضهم لمبدأ قيام دولة يهودية مؤيدين مبدأ عودة الفلسطينيين إلى أراضيهم المحتلة، وأخيراً برز تيار ثالث يدعو لحل الدولتين مع منح الفلسطينيين كافة حقوقهم.

### الكنائس الأرثوذكسية
تعارض الكنيسة الأرثوذكسية في أمريكا الصهيونية المسيحية مستندةً في ذلك على أسسٍ ذات طابع عقائدي، فبالنسبة لها تعمل الحركة الصهيونية المسيحية على إدخال أفكار لاهوتية غريبة على الدين المسيحي لأهداف سياسية تصب في مصالح دولة محددة. ويشرح القس دانيال سويرس من الكنيسة الأرثوذكسية في أمريكا في مقالة منشورة على موقع christianzionism.org تطور العقيدة الألفية في العصور الأولى للمسيحية فيقول بأن سفر الرؤيا عندما تحدث عن حكم المسيح الألفي للعالم لم يكن يقصد بذلك ألف عام بالمعنى الحرفي ولكن بالمعنى المطلق أي إلى الأبد. ثم يمضي سويرس بالقول أنه رغم ذلك فقد آمن العديد من المسيحيين عبر التاريخ بحرفية الألف عام خصوصاً في القرنين الثاني والثالث للميلاد، حتى أن بعض رجالات الكنيسة ممن يُعتبرون أرثوذكس (غير هراطقة) تبنوا هذا الرأي أمثال بابياس وترتليان وهيبوليتوس وغيرهم. ولكن الكنيسة استشعرت منذ ذلك الوقت خطورة تصوير الألفيين للفرح والسعادة التي سيعيشها المؤمنون مع عودة المسيح بشكل أرضي ومحسوس، فرفضت الأفكار الألفية تماماً. ومال لاهوتيو الكنيسة لإعطاء النص المذكور في سفر الرؤيا شكلاً روحياً، حيث وصف أوريجانوس الألفية كفترة حكم الله الروحي على الأرض، وأوغسطينوس وصفها كقيامة أولى يهتدي بها الناس للمسيحية بانتظار القيامة الثانية حيث يقوم الناس بالجسد في نهاية العالم، ويتحدث كُتَّاب الكنيسة في القرن الرابع عن أبوليناريوس من لاوديسيا الذي حرمه مجمع أفسس المسكوني عام 431 بسبب نظرياته الألفية. وفي النهاية يختتم القس دانيال سويرس مقالته قائلاً أن مباديء الألفية والتدبيرية هي عبارة عن أفكار مبتدعة لا أساس فعلي لها في الكتاب المقدس وغير متوافقة مع تعاليم المسيح والرسل والكنيسة الأرثوذكسية.
وعلى هذا المنوال كتب المطران عطالله حنا من كنيسة الروم الأرثوذكس في القدس مقالة يشرح من خلالها موقف كنيسته من الصهيونية المسيحية التي وصفها «بالمجموعات المتصهينة التي تدعي المسيحية»، قائلاً أن هذا التيار وما ينادي به يناقض المسيحية وأسسها التي تدعو للسلام والمحبة على عكس الصهيونية المسيحية التي تسعى لهيمنة العنصرية والتمييز العرقي. واستشهد عطالله بكلمة للبابا شنودة الثالث بطريرك الكنيسة القبطية الأرثوذكسية قال فيها أن "هؤلاء احتلوا فلسطين بوعد من بلفور وليس بوعد من الله، وإنهم يتخذون من آيات كتابية يحرفونها ويفسرونها كما يحلو لهم تبريرا لأفكارهم ومواقفهم العنصرية ". وفي محاضرة ألقاها القس الدكتور جورج عطية في أبرشية طرطوس للروم الأرثوذكس وهو دكتور في مادة العقائد في معهد القديس يوحنا الدمشقي اللاهوتي في جامعة البلمند، صرح بأن «المسيحية لم تعرف لا بشرقها ولا بغربها وعلى مدى قرونها كلها أي ميل لقبول أي فكرة صهيونية، وذلك بسبب التصادم الجذري بين المفهومين لا بل يمكن القول أن المسيح رُفض وصُلب من اليهود، لأنه لم يرد أن يكون صهيونياً فقد حاولوا هم أن يجعلوه ملكاً أرضياً بمفهومهم الصهيوني فأما هو فلم يرد وقد أظهر بوضوح هذا أثناء محاكمته أمام بيلاطس عندما قال (مملكتي ليست في هذا العالم)».

## تيار جديد من الأنجيليين
يجدر الإشارة إلى تنوع الإنجيليين فليس كلهم ينتمون إلى هذا التّيّار، بل إن هناك عدد من الأفراد والمؤسسات تعمل لصالح الحقوق الفلسطينية، مثل مجموعة من منظمة كنائس من أجل السلام في الشرق الأوسط ومقرها واشنطن، ومبادرة المسيح عند نقطة التفتيش في كلية بيت لحم للكتاب المقدس، ومجلة سوجورنر الصادرة من مدرسة اللاهوت الإنجيلية في إلينوي في السبعينات.
أمّا الإنجيليون من غير البيض يسعون إلى أن يكونوا أقل تحيزًا في وجهات نظرهم تجاه القضية الفلسطينية. ومع ذلك، فإن غالبية الإنجيليين يُعبِّرون عن معتقدات صهيونية. مؤخّرًا، تشير استطلاعات الرّأي إلى تناقص في دعم الإنجيليين الشباب لإسرائيل. إذ يشير استطلاع من عام 2021 إلى أنّ الدعم لدى الشباب انخفض من 75% إلى 34% بين عامي 2021 -2018، بينما كان الدعم أكبر لدى الإنجيليين كبار السنً. وقد قام البروفيسور شبلي تلحمي من جامعة ميريلاند بإجراء استطلاعات حول هذا الموضوع منذ عام 2015، وأظهر بحثه لفجوة بين الأجيال من حيث عدم الدّعم الّذي برز بحلول عام 2018.
علاوة على ذلك، أخذ الإنجيليون البيض – ولا سيما الشباب – في الابتعاد عن الإنجيلية، وأصبحوا أكثر ترددًا حول هذه التّسمية. وهذا بسبب سياسات ترامب وخطابه الذي عززته الكتلة، ممّا أدّى إلى ترك الدّين بشكل منظّم وهذا لأنّ الخطاب الّذي يتبنّاه هذا التّيّار لا يخاطب اهتمامات الشّباب من حيث معالجة قضايا المساواة العرقيّة وغيرها من الاهتمامات. كذلك أيضًا، تتخذ بعض هذا الكنائس موقفًا مشابهًا من القضيّة الفلسطينيّة فهم أكثر اهتمامًا بالأمور المحلّيّة.

## ابرز الداعمين
أبرز القيادات المسيحية المتصهينة المعاصرة ذات التّوجّهات المتعدّدة:
1- جيري فالويل: قس بروتستانتي أمريكي، يترأس مؤسسة أصولية ذات نفوذ في العالم. له دور بارز في صناعة القرار السياسي الأمريكي. إذ لديه محطة إذاعية وتلفزيونيّة لها جمهور مليونيّ. تركّز برامجه على دعمه التام لإسرائيل وعلى معاداته للإسلام، فقد أعطى لاحتلال القدس عام 1967م معنىً توراتيًا.
2- بيلي غراهام: يعد من أكثر القادة المسيحيين تأثيراً في العالم، عمل مستشارًا غير رسمي للبيت الأبيض، وذو علاقة وطيدة مع الرئيس السابق جورج بوش الإبن.
3- بات روبرتسون: زعيم ديني يتمتع بشهرة واسعة في الولايات المتحدة الأمريكية وخارجها، أنشأ مؤسسات إعلامية، ومن أهمها الشبكة التلفازية- الإذاعية المسيحية (CBN) التي أسسها عام 1960، ويقول إنه ينتظر اللحظة التي ستتولى فيها محطته نقل وقائع نزول المسيح فوق جبل الزيتون في القدس، كما صرح بأن ولاءه لإسرائيل جاء قبل ولائه لأمريكا نفسها.
4- هال ليندسي: يعد من أكثر العاملين في مجال تجارة النبوءات شهرة وإثارة للجدل، له العديد من المؤلّفات، يُدعى للخطابة أمام المخططين العسكريين الأمريكيين في كلية الحرب الجوية ووزارة الدفاع (البنتاغون)، كما له علاقة وطيدة بإسرائيل.

### أبرز الرّوؤساء الأمريكان الدّاعمين:
كما هناك العديد من رؤساء الولايات المتحدة، مثل:
1. هاري ترومان (1945- 1952) الذي يعد تجسيداً للمسيحية الصهيونية الأمريكية على المستوى السياسي، فهو أول رئيس في العالم يعترف بإسرائيل عام 1948.
2. ليندون جونسون (1963-1969 )
3. جيمي كارتر (1977- 1981) الذي اعترف بأن مشاعره المؤيدة للصهيونية كانت الحافز الذي صاغ سياسته في الشرق الأوسط.
4. رونالد ريغان (1981- 1989): أعلن إيمانه بنبوءة “هرمجدون” وتمنى أن تقع خلال حكمه، وتعتبر مدة رئاسته العصر الذهبي للحركة الصهيونية- المسيحيّة في أمريكا. كان يدعو قساوسة الحركة إلى البيت الأبيض ومجلس الأمن القومي لإبداء رأيهم في القضايا الاستراتيجية وفقًا للنبوءات التوراتية.[1]

## المسيحية الصهيونية وحكومة نتنياهو
هناك العلاقة الوطيدة والمتنامية بين اليمين الأميركي المتصهين واليمين الصهيوني في إسرائيل، والّذي شكّل الحكومة الإسرائيليّة حتى عام 2023 المُتمثّل في حزب الليكود وأحزاب دينية وقومية متطرفة أخرى شكّلت الائتلاف الحكوميّ منذ انتخابات 2021.
لم يكن عام 2021 هو أوّل دورة انتخابيّة يفوز فيها اللّيكود، فقد ترأس الحكومة الإسرائيليّة عام 1996 ليقوم الحزب بإعادة إحياء التحالف المسيحي الصهيوني مع اليمين الصهيوني في ظلّ حكومة نتنياهو، ممّا اشعر المسيحيّة الصهيونيّة تحقيقًا لنبوءة الانجيل والتوراة، وتمهيدًا لمعركة هرمجدون الكبرى. أقام نتنياهو في تلك الفترة علاقات قويّة مع المنظمات المسيحية الصهيونية خلال عمله كمندوب الدائم في الأمم المتحدة عن إسرائيل في نيويورك في عام 1985. ليبدا بجمع التبرّعات المالية لـلإسرائيل، بعد انخفاض تبرّعات المنظمات اليهودية الأميركية جرّاء خلافات داخل المجتمعات اليهودية بأميركا. كما نادى نتنياهو بشنّ حملات إعلاميّة مناهضة للتسوية السلمية ولهذا الغرض دعاها لإعلان معاداتها هذ في إسرائيل.
لكن خروج نتنياهو من الحكم في العام 2021 -أقل من عامين-، كان له أثر على هذه العلاقة، في ظل العلاقة الفاترة التي تربطه بحكومة بايدن الديمقراطية في الولايات المتحدة، بخلاف فترة رئاسة ترامب، والتي تزامنت مع تولّي نتنياهو رئاسة وزراء.
بالرغم من العلاقة الوثيقة بين إسرائيل والمسيحيين الصهاينة الأميركيين، قدّم حزب "يهودوت هتوراه" -الذي يُشكّل جزء الحكومة الإسرائيلية- في آذار 2023 صياغة لمشروع قانون يحظر على المسيحيين الإسرائيليين والأجانب مشاركة إيمانهم بالدين المسيحي مع إسرائيليين آخرين. بمعنى يحظر التّبشير بالمسيحيّة باي وسيلة سواء بالتواصل المباشر أو رقمي أو عن طريق البريد أو عبر الإنترنت، من أجل إقناعه بتحويل دينه، تُفرض عليه عقوبة السجن لمدة عام. يرجع سبب هذا مشروع القانون ذلك بأنه مؤخّرًا شهدت حالات اعتناق للمسيحيّة. ممّا أدّى إلى ردود فعل غاضبة في أوساط الإنجيليين في الولايات المتحدة. وكتب حاكم كانساس السابق وعضو مجلس الشيوخ الأميركي السابق، سام براونباك، في تغريدة على منصة إكس -تويتر سابقًا-: "لا تحظر الدول الحرّة والديمقراطية ببساطة التبادل الحرّ للأفكار؛ وهذا يشمل المعتقدات والمعتقدات الدينية". أمّا جاك غراهام، كبير القساوسة في كنيسة بريستون وود المعمدانية في مدينة دالاس بولاية تكساس قوله: "نظراً إلى صداقة نتنياهو وتحالفه طويل الأمد مع المسيحيين والتزامه الراسخ بالحريّة الدينية وحريّة التعبير، أدعو الله أن يوضح قريباً أن مشروع القانون المزعج هذا لن يصبح قانوناً في عهده".
تدخّل نتنياهو لاحقًا في تغريدة باللغتين العبرية والإنجليزية: "لن نقدّم أي قانون ضد المجتمع المسيحي". وأعرب يورغن بولير، رئيس السفارة المسيحيّة الدوليّة في القدس، عن رضاه من بيان نتنياهو. وقال: "نحن نقدّر تأكيدات رئيس الوزراء نتنياهو بأن مشروع القانون المقترح لمكافحة التبشير لن يمضي قُدماً، ونشكره على الإسراع في وضع حد لهذه المسألة". وأضاف: "لقد فعل الكثير خلال مسيرته السياسية الطويلة لتقوية وحماية علاقات إسرائيل مع المسيحيين في جميع أنحاء العالم، وعاد احتضاننا لهذه الأمّة بحرارة".

## الرأي العام
وجد استطلاع للرأي أجرته LifeWay عام 2017 في الولايات المتحدة أن 80% من المسيحيين الإنجيليين يعتقدون أن إنشاء إسرائيل في عام 1948 كان تحقيقًا لنبوءة الكتاب المقدس التي ستؤدي إلى عودة المسيح، ويعتقد أكثر من 50% من المسيحيين الإنجيليين أنهم يدعمون إسرائيل لأنها مهم لتحقيق النبوة.
ووفقاً لاستطلاع أجرته مؤسسة بيو للأبحاث في عام 2003، وافق أكثر من 60% من المسيحيين الإنجيليين وحوالي 50% من السود على أن وجود إسرائيل حقق نبوءة الكتاب المقدس. قال حوالي 55% من المشاركين في الاستطلاع أن الكتاب المقدس كان له التأثير الأكبر لدعم إسرائيل وهو ما يزيد 11 مرة عن الأشخاص الذين قالوا إن الكنيسة هي التأثير الأكبر.

## المسيحية الصهيونية والحرب الفلسطينية الاسرائيلية 2023
منذ اندلاع الحرب الفلسطينيّة الاسرائيليّة 2023، دعمت الولايات المتحدة دعمًا غير مشروط لإسرائيل فاق الدعم التاريخي الذي التزم به كل الرؤساء الأميركيين فيما سلف، سواء الجمهوريين منهم أو الديمقراطيين. صرّح جو بايدن:" ليس ضروريا أن تكون يهوديا حتى تصبح صهيونيا، وأنا صهيونى وهذه حقيقة لا أعتذر عنها". كذلك صرّح سيناتور آخر:"نحن في حرب دينية، ممذا أدّى إلى إثارة جدل في الأوساط السياسية العالمية، عقب تصريحات له في أعقاب الحرب الفلسطينيّة الإسرائيليّة 2023 طلب من إسرائيل أن "تسوي الأرض" في سبيل الدفاع عن نفسها. أمّا وزير الخارجية الأمريكى بلينكن صرّح قائلًا: "أنا لم آتِ لإسرائيل كوني وزيرًا لخارجية الولايات المتحدة فقط؛ ولكن بصفتي يهوديًا".  كما أضاف وزير الخارجية الامريكية توني بلينكن "الرسالة التي أحملها إلى إسرائيل هي: قد تكون قويا بما يكفي للدفاع عن نفسك، ولكن ما دامت أميركا موجودة، فلن تضطر أبدا إلى ذلك، سنكون دائما بجانبك". وقبل ذلك، كرر بايدن القول إن "الولايات المتحدة ودولة إسرائيل شريكان لا ينفصلان"، وأنّ الولايات المتحدة "ستواصل التأكد من أن إسرائيل لديها ما تحتاجه للدفاع عن نفسها وشعبها".
باستطاعتنا فهم دوافع الولايات المتحدة لاتخاذ لهذه المواقف من خلال العودة للمراجع الدينيّة الّتي تعد عامل بالغ الأهمّيّة في هذا السّياق، هو دعم جماعات المسيحيين اليمينيين "البروتستانت الإنجيليين" في أميركا. وهذا لتعجيل سيطرة إسرائيل الكاملة على كل أراضي فلسطين لتسرّيع عودة المسيح الثانية وبناء الهيكل المزعوم في المسجد الأقصى.
اعتمادًا على هذا الفكر الدّينيّ يدعو المتطرّفون المتدينون في الحرب الفلسطينيّة الاسرائيليّة 2023 إلى قتل المدنيين الغزيين بلا هوادة وقت الحرب، مصرّحًا أنّه:"عليهم الاعتداء عليهم بكل قسوة، لا تأخذكم بهم رأفة أو شفقة. عليكم فقط حماية مواطنينا وجنودنا". وهذا انطلاقًا من تفوّق الجنس اليهودى في مواجهة الأجناس الأخرى خاصة العربية، الّتي ليس لها أي قيمة لديهم.
أمّا فرنسا فقد أصدرت قانونًا يُجرِّم التظاهر دعمًا للفلسطينيين، ونجد وزير الأمن القومي الإسرائيلي يُسلِّح المستوطنين لقتل الفلسطينين، مقابل تأييد من الولايات المتحدة، بريطانيا، فرنسا، ألمانيا وإيطاليا لما تقوم به من انتهاكات لمعايير القانون الدولي من قتل وتدمير، واستخدام شتّى الأسلحة المُحرّمة دوليًا، وتزوّدها إسرائيل بالأسلحة والذخائر، بدعوى دفاعها عن نفسها.

## وصلات خارجية
- ملفات خاصة 2006 - المسيحية الصهيونية في الولايات المتحدة الأميركية - الجزيرة.نت
- Christian Zionists - Bridges for Peace
- Jewish and Christian Zionists - SAZ - Support Association for Zionism نسخة محفوظة 13 أبريل 2009 على موقع واي باك مشين.